# Glande surrénale
 (décembre 2012).
Si vous disposez d'ouvrages ou d'articles de référence ou si vous connaissez des sites web de qualité traitant du thème abordé ici, merci de compléter l'article en donnant les références utiles à sa vérifiabilité et en les liant à la section « Notes et références ».

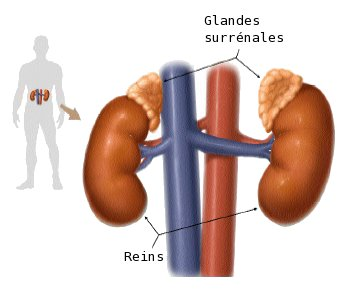
Localisation anatomique des glandes surrénales humaines.

Chez les mammifères et les oiseaux, les glandes surrénales (ou plus simplement les surrénales) ou glandes suprarénales sont deux glandes endocrines paires mais non symétriques, pyramidale à droite, en goutte à gauche, situées au-dessus des reins, dans le rétropéritoine.
Elles sont principalement responsables de la gestion des situations de stress (via la synthèse de corticoïdes et de catécholamines) et de l'homéostasie hydro-sodée (via la synthèse de l'aldostérone).

## Généralités
D'un point de vue anatomique, les surrénales sont situées en position antéro-supérieure par rapport au rein, au nombre de deux : la droite en « chapeau de gendarme » et la gauche en « virgule inversée », entourées d'un important tissu conjonctif vascularisé par les artères surrénales.
Elles sont incluses dans la loge rénale mais sont séparées du rein par un petit fascia intersurrénorénal.
Elles sont divisées en deux structures anatomiquement, physiologiquement, histologiquement et fonctionnellement distinctes :
- la médullosurrénale (zone centrale, dite « médullaire surrénale » ou encore « médullaire surrénalienne »), originaire de l'ectoblaste ;
- la corticosurrénale (zone périphérique, dite « cortex surrénal », « cortex surrénalien » ou encore « jaune », car de composition lipidique), d'origine mésoblastique.

## Topographie
Elles sont situés dans un quadrilatère virtuel, le quadrilatère d'Albarran Cathelin qui est défini par :
- en haut : le diaphragme ;
- en dehors : le pôle supérieur du rein, et en plus à gauche le bord médial du rein ;
- en bas : le pédicule rénal ;
- en dedans :
  - à gauche : le bord gauche de l'aorte abdominale,
  - à droite : le bord droit de la veine cave inférieure.

## Médullosurrénale
La médullosurrénale représente 25 % de la surrénale. C'est la principale source corporelle d'hormones du groupe des catécholamines : elle secrète en effet 80 % d’adrénaline et 20 % de noradrénaline. C'est la partie interne de la glande surrénale qui sécrète l'adrénaline. Les cellules de cette partie sont appelées les cellules chromaffines. Elles possèdent habituellement des noyaux volumineux, pâles, et un cytoplasme finement granuleux ; elles sont disposées en amas, cordons ou colonnes, entourés d'un riche réseau capillaire.
Tant par son origine embryologique que sa constitution, la glande médullosurrénale peut être considérée comme un ganglion modifié du système sympathique. Quant à la cellule chromaffine, c'est un neurone post-ganglionnaire modifié. La sécrétion de catécholamines est sous le contrôle principalement du noyau du faisceau solitaire (NTS) qui intègre des informations en provenance de barorécepteurs afin d'assurer la régulation de la pression artérielle (circuit baroréflexe). L'action du NTS est modulée par le système limbique : lors d'émotions fortes il y a libération massive d'adrénaline par la médullosurrénale, c'est la réaction de stress permettant de faire face à un danger.

## Corticosurrénale
La corticosurrénale représente 75 % de la surrénale et assure la sécrétion des stéroïdes. C'est une véritable glande endocrine.
Parmi lesquels on distingue trois groupes :
- les glucocorticoïdes (cortisol) ;
- les minéralocorticoïdes régulant l'osmolarité et la volémie (aldostérone) ;
- les androgènes (notamment DHEA).

La sécrétion du cortisol, et dans une moindre mesure des androgènes, est sous le contrôle de l'axe hypothalamo-hypophysaire via l'ACTH (adrénocorticotrophine) et la CRH (corticotropin releasing hormon). Cette sécrétion suit un rythme nycthéméral avec un maximum lors du réveil.
La sécrétion de l'aldostérone est sous contrôle du système rénine-angiotensine-aldostérone.
Les cellules de la corticosurrénale possèdent les caractéristiques communes des cellules sécrétrices de stéroïde avec un réticulum endoplasmique lisse développé, de nombreuses mitochondries à crêtes tubulaires, des vacuoles lipidiques plus ou moins nombreuses selon les zones qui apparaitront donc plus ou moins claire en microscopie, et parfois de la lipofuscine, un marqueur de dégénérescence.
Toutes ces cellules portent le même équipement cellulaire pour la synthèse d'hormones stéroïdiennes, cependant, elles diffèrent par les enzymes qu'elles possèdent.
On note dans ces cellules une absence de granules de sécrétion, en effet, les hormones sont sécrétées « à la demande », sans stockage intracellulaire. C'est très différent dans la médullosurénale.

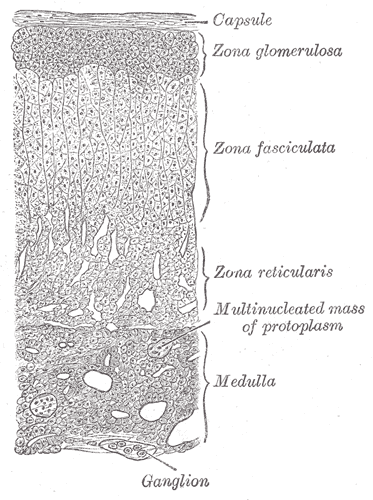
Couches histologiques du cortex de la surrénale.

### Zona glomerulosa(zone glomérulée)
La zone glomérulée synthétise principalement des minéralocorticoïdes, à savoir l'aldostérone. Elle représente 15 % de la corticosurrénale.
Ces cordons s'organisent en réseaux arrondis, en glomérules. Son enzyme spécifique est la 18-aldolase.
Elle comporte des cellules assez petites (10-15 microns) avec peu de vacuoles lipidiques, donc un aspect sombre en microscopie optique.
Son organisation structurale est cependant bien spécifique de l'espèce animale, et les spécialistes peuvent facilement savoir s'il s'agit d'une zone glomérulée d'humain, de chat ou de lapin.

### Zona fasciculata(zone fasciculée)
La zone fasciculée (ou folliculée) synthétise des glucocorticoïdes, à savoir le cortisol. Elle représente 75 % de la corticosurrénale.
Ces cordons s'organisent en réseaux parallèles, radiaires, d'une à deux couches de cellules, et séparés par des capillaires fenêtrés. Son enzyme spécifique est la 17-hydroxylase.
Elle comporte des cellules assez grosses (30-35 microns) avec beaucoup de vacuoles lipidiques, donc un aspect clair en microscopie optique, car on dissout les lipides avec les colorations standards. On parle de spongiocyte, avec un aspect en éponge, troué, de la cellule.

### Zona reticularis(zone réticulée)
La zone réticulée synthétise des gonadocorticoïdes, DHEA et androstènedione. Elle représente 10 % de la corticosurrénale. Ces cordons s'organisent en réseaux anastomosés un peu désorganisé, sans glomérules ni réseaux parallèles. Son enzyme spécifique est la 17,20-desmolase.
Elle comporte des cellules toutes petites (5-10 microns) avec peu de vacuoles lipidiques, donc un aspect sombre en microscopie optique.

## Vascularisation

### Artérielle
La vascularisation artérielle est assurée par trois artères :
- l'artère surrénale supérieure qui provient de l'artère phrénique inférieure ;
- l'artère surrénale moyenne (plus inconstante à gauche qu'à droite) est issue de l'aorte abdominale ;
- l'artère surrénale inférieure est issue de l'artère rénale, le rein étant juste en dessous de la surrénale.

Les artères capsulaires s'organisent en un réseau sous-capsulaire, cortical puis médullaire.
Ces artères, au sein de la glande forment 2 systèmes parallèles :
- artérioles longues ou perforantes : c'est une vascularisation directe de la médullaire ;
- artérioles courtes : forment un réseau capillaire cortical avant de vasculariser la médullaire. En situation de stress, le cortisol sécrété par la couche fasciculée de la corticosurrénale va pouvoir rejoindre la médulla et stimuler la formation et la sécrétion des catécholamines, qui agiront alors sur le tonus cardiovasculaire.

### Veineuse
Le drainage veineux se fait à destination de la veine centrale de la médullaire.
La veine surrénale gauche se jette dans la veine rénale gauche tandis que la veine surrénale droite se jette directement dans la veine cave inférieure.

### Lymphatique
Les lymphatiques surrénaliens se drainent vers des relais proximaux juxtasurrénaliens inconstants puis dans les nœuds lymphatiques lombaires, qui rejoignent in fine le canal thoracique. Ils peuvent également rejoindre des relais ganglionnaires céliaque, toujours pour aboutir dans le canal thoracique.

### Innervation
Les nerfs sont extrêmement nombreux. Ils proviennent du plexus cœliaque, du nerf grand splanchnique et du nerf phrénique. Ils sont très riches en fibres sympathiques pré-ganglionnaires myélinisées. On retrouve au pôle supérieure de la surrénale la « crinière nerveuse péri surrénalienne » avec de très nombreuses fibres adrénergiques, essentiellement à destinée médullaire.

## Embryologie
Le cortex surrénalien est issu de tissu mésodermique (épithélium célomique). Alors que la médullaire surrénalienne vient de cellules de la crête neurale.
Les deux parties se rencontrent après sept semaines. La médullaire s’invagine progressivement dans le cortex.
La zone fasciculée est formée après 20 semaines.
La zone glomérulée est formée à la naissance.
La zone réticulée n’apparaît vraiment que chez l’adulte.

## Pathologie
- Maladie d'Addison
- Syndrome de Cushing (couche fasciculée)
- Tumeur endocrine
- Hyperplasie congénitale des surrénales (pseudo-hermaphrodisme féminin)
- Syndrome de Conn (couche glomérulée)
- Phéochromocytome (médullo-surrénale)